# VTV Cup 2020
VTV Cup 2020, còn được gọi là Giải bóng chuyền nữ quốc tế VTV Cup Tôn Hoa Sen 2020, được dự định là lần tổ chức thứ 17 của giải đấu với sự phối hợp tổ chức của Liên đoàn bóng chuyền Việt Nam và Đài Truyền hình Việt Nam. Giải đấu dự định tổ chức vào tháng 8, nhưng do  đại dịch COVID-19 bùng phát trên toàn thế giới nên giải đấu buộc phải hủy bỏ. 
Giải đấu sau đó được tổ chức lại vào năm 2023.
1. ↑  "Trực tiếp: Lễ bế mạc Giải Bóng chuyền nữ quốc tế VTV Cup Ferroli 2023". Báo Lào Cai điện tử. ngày 26 tháng 8 năm 2023. Truy cập ngày 30 tháng 3 năm 2025.